# Békásmegyer
Békásmegyer ([ˈbeːkaːʃmɛɟɛɾ]) est un quartier de Budapest, situé dans le 3e arrondissement